# Tihuana 25 Anos
Tihuana 25 Anos é a segunda turnê nacional da banda brasileira de rock Tihuana e está sendo realizada em comemoração ao aniversário de 25 anos do lançamento de seu primeiro álbum de estúdio, Ilegal (2000). Começou em São Paulo, na casa de espetáculos Vibra São Paulo, em 5 de abril de 2025, e terá apresentações em vários eventos de diversos municípios brasileiros.
Nessa turnê, a banda conta com a presença do percussionista original, Fernando Baía (que havia sido substituído por Fouad Khayat quando deixou o grupo para seguir carreira como DJ), bem como um trio de metais com saxofone, trombone e trompete e o músico Léo Rota tocando guitarra em adição a Léo Stuart.

## Concepção e contexto

### Antecedentes
Em 2017, o vocalista Egypcio anunciou sua saída da banda Tihuana, após dezoito anos em atividade. Em seguida, os integrantes remanescentes confirmaram o fim das atividades do grupo. Com isso, Egypcio e PG formaram outras bandas (Cali e Sacramento, respectivamente); Román se dedicou ao rádio, na carreira como comunicador; e Léo mudou-se para a Itália e ingressou no ramo imobiliário.

### Concepção

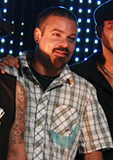
Nesta turnê, a banda conta com a formação original, incluindo o percussionista Baía (imagem), que havia saído em 2012.

Conforme Egypcio, a ideia de uma turnê comemorativa surgiu durante uma conversa na casa do vocalista entre ele e os demais integrantes. O cantor afirmou que uma turnê já era pedida pelo público e que essa seria a despedida que a banda não fez quando se encerrou em 2017.
O Tihuana ainda chamou para a turnê o guitarrista Leo Rota e um trio de metais, com a finalidade de compôr novos arranjos para as músicas e fazê-las soarem como na gravação original. Também contam com a formação original, que havia se disfeito com a saída do percussionista Fernando Baía em 2012.
“Em uma conversa lá em casa, a gente resolveu fazer essa tour que ao mesmo tempo é comemorativa e despedida, porque não tivemos tempo de fazer isso com a minha saída em 2017. É uma coisa que os fãs sempre cobraram muito, sempre perguntavam, falavam: ‘pô, por que vocês não fazem?’.”— Egypcio, sobre a concepção da turnê. 

### Estreia
A turnê se iniciou com uma apresentação no Vibra São Paulo, na capital paulista, que ocorreu em 5 de abril de 2025.

## Repertório
Este repertório é referente à primeira apresentação da turnê, no Vibra São Paulo em 5 de abril de 2025, portanto não representa todas as apresentações. Os integrantes decidiram por apresentar todas as canções do álbum Ilegal (2000), bem como algumas das faixas mais conhecidas dos outros álbuns. As músicas foram incrementadas, com novos arranjos que incluem o trio de metais, formado pelos músicos Rods (trombone), Reginaldo "16 Toneladas" (trompete) e Marcelo (saxofone).
1. "É Guaraná"
2. "Te Gusta Tihuana"
3. "Summertime"
4. "Taca Fogo"
5. "Clandestino"
6. "Na Parede do Quintal"
7. "Praia Nudista"
8. "Fogo na Bomba"
9. "De Longe"
10. "Por Que Será?"
11. "Renata"
12. "Que Ves?"
13. "Um Dia de Cada Vez"
14. "Low Rider"
15. "Eu Vi Gnomos"
16. "Bote Fé"
17. "Pula!"
18. "Tropa de Elite"

## Datas
| Data                      | Cidade                | País   | Local                                     | Evento                          | Ref.                               |
| ------------------------- | --------------------- | ------ | ----------------------------------------- | ------------------------------- | ---------------------------------- |
| 15–18 de dezembro de 2024 | Santos                | Brasil | Cruzeiro MSC Seaview                      | 89 Rock Boat (2.ª edição)       | [ 9 ] [ ‡ 3 ] [ 11 ] [ 12 ] [ 13 ] |
| 5 de abril de 2025        | São Paulo             | Brasil | Vibra São Paulo                           | —                               | [ 9 ] [ ‡ 3 ] [ 11 ] [ 12 ] [ 13 ] |
| 25 de abril de 2025       | Rio das Ostras        | Brasil | Camping Costazul                          | Ostrascycle                     | [ 9 ] [ ‡ 3 ] [ 11 ] [ 12 ] [ 13 ] |
| 10 de maio de 2025        | Rio Verde             | Brasil | Estacionamento do Teatro Lauro Martins    | Rock in Rio Verde               | [ 9 ] [ ‡ 3 ] [ 11 ] [ 12 ] [ 13 ] |
| 31 de maio de 2025        | Campinas              | Brasil | Multi Arena Campinas                      | —                               | [ 9 ] [ ‡ 3 ] [ 11 ] [ 12 ] [ 13 ] |
| 21 de junho de 2025       | São Thomé das Letras  | Brasil | STL Valley                                | STL Festival                    | [ 9 ] [ ‡ 3 ] [ 11 ] [ 12 ] [ 13 ] |
| 4 de julho de 2025        | Mogi das Cruzes       | Brasil | TBA                                       | TBA                             | [ 9 ] [ ‡ 3 ] [ 11 ] [ 12 ] [ 13 ] |
| 5 de julho de 2025        | Curitiba              | Brasil | White Hall Jockey Eventos                 | Winter Pop Rock Festival        | [ 9 ] [ ‡ 3 ] [ 11 ] [ 12 ] [ 13 ] |
| 11 de julho de 2025       | Natal                 | Brasil | TBA                                       | TBA                             | [ 9 ] [ ‡ 3 ] [ 11 ] [ 12 ] [ 13 ] |
| 12 de julho de 2025       | Fortaleza             | Brasil | TBA                                       | TBA                             | [ 9 ] [ ‡ 3 ] [ 11 ] [ 12 ] [ 13 ] |
| 13 de julho de 2025       | Salvador              | Brasil | TBA                                       | TBA                             | [ 9 ] [ ‡ 3 ] [ 11 ] [ 12 ] [ 13 ] |
| 19 de julho de 2025       | Andradas              | Brasil | Estádio JK                                | 58.ª Festa do Vinho de Andradas | [ 9 ] [ ‡ 3 ] [ 11 ] [ 12 ] [ 13 ] |
| 2 de agosto de 2025       | Paranaguá             | Brasil | Moto Clube Robalos Rebeldes               | 20.º ParanaguáMotos             | [ 9 ] [ ‡ 3 ] [ 11 ] [ 12 ] [ 13 ] |
| 9 de agosto de 2025       | Belo Horizonte        | Brasil | BeFly Hall                                | —                               | [ 9 ] [ ‡ 3 ] [ 11 ] [ 12 ] [ 13 ] |
| 23 de agosto de 2025      | Santa Bárbara d'Oeste | Brasil | Complexo Usina Santa Bárbara              | Rock Fest SBO                   | [ 9 ] [ ‡ 3 ] [ 11 ] [ 12 ] [ 13 ] |
| 28 de agosto de 2025      | São José dos Campos   | Brasil | TBA                                       | TBA                             | [ 9 ] [ ‡ 3 ] [ 11 ] [ 12 ] [ 13 ] |
| 5 de setembro de 2025     | Porto Alegre          | Brasil | TBA                                       | TBA                             | [ 9 ] [ ‡ 3 ] [ 11 ] [ 12 ] [ 13 ] |
| 6 de setembro de 2025     | Florianópolis         | Brasil | TBA                                       | TBA                             | [ 9 ] [ ‡ 3 ] [ 11 ] [ 12 ] [ 13 ] |
| 7 de setembro de 2025     | São Paulo             | Brasil | Cidade da Música, Autódromo de Interlagos | The Town 2025                   | [ 9 ] [ ‡ 3 ] [ 11 ] [ 12 ] [ 13 ] |
| 27 de setembro de 2025    | São Paulo             | Brasil | Parque Villa Lobos                        | Somos Rock                      | [ 9 ] [ ‡ 3 ] [ 11 ] [ 12 ] [ 13 ] |

## Músicos
| Banda - Egypcio: vocal, violão - Román Laurito: baixo, vocal de apoio - Léo Stuart: guitarra, piano - Fernando Baía: percussão, vocal - PG: bateria | Músicos convidados - Léo Rota: guitarra adicional - Rods: trombone - Reginaldo "16 Toneladas": trompete - Marcelo Pereira: saxofone |